# 第402飛行隊 (航空自衛隊)
第402飛行隊（だい402ひこうたい、JASDF 402nd Tactical Airlift Squadron）は、航空自衛隊航空支援集団第2輸送航空隊隷下の輸送機部隊である。入間基地に所属し、輸送機にC-2、多用途支援機にU-4を運用する。

## 概要
第402飛行隊の前身は、1958年（昭和33年）10月17日に「輸送航空団（現:航空支援集団）」、隷下で編成された「木更津訓練隊」であった。当時の使用機材はC-46D輸送機であった。
同年12月1日に、「木更津訓練隊」は「木更津派遣隊」に改編し、1959年（昭和34年）6月1日には「木更津航空隊」と改称された。1965年（昭和40年）にYS-11輸送機が配備された。
1968年（昭和43年）6月1日に、木更津基地から入間基地に移動し「入間航空隊」と改称し、同年10月1日に「第402飛行隊」へ改編された。

## 沿革
- 1968年（昭和43年）10月1日 - 入間基地で部隊編成。
- 1973年（昭和48年） - C-1配備。
- 1997年（平成09年） - U-4配備。
- 2001年（平成13年）10月 - YS-11全機が第403飛行隊へ配置換えし、運用終了。
- 2017年（平成29年）12月14日 - U-4がベトナムに寄航し、ベトナム空軍と部隊間交流を実施[1]。
- 2019年（平成31年）3月17日～3月21日 - U-4が国外運航訓練を実施し、スリランカにおいてスリランカ空軍と部隊間交流を実施[2]。
- 2019年（令和元年）
  - 7月22日～7月29日 - C-1によるアジア方面への国外運航訓練を実施。フィリピンのクラーク国際空港とベニト・エブエン空軍基地（英語版）に寄航し、ベニト・エブエン空軍基地でフィリピン空軍と部隊間交流を実施した[3][4]。
  - 10月9日～10月12日 - U-4によるミクロネシア方面への国外運航訓練を実施。パラオのロマン・トメトゥチェル国際空港とミクロネシア連邦のポンペイ国際空港に寄航した[5][6]。
- 2021年（令和3年）2月17日 - C-2配備[7]。

## 歴代運用機

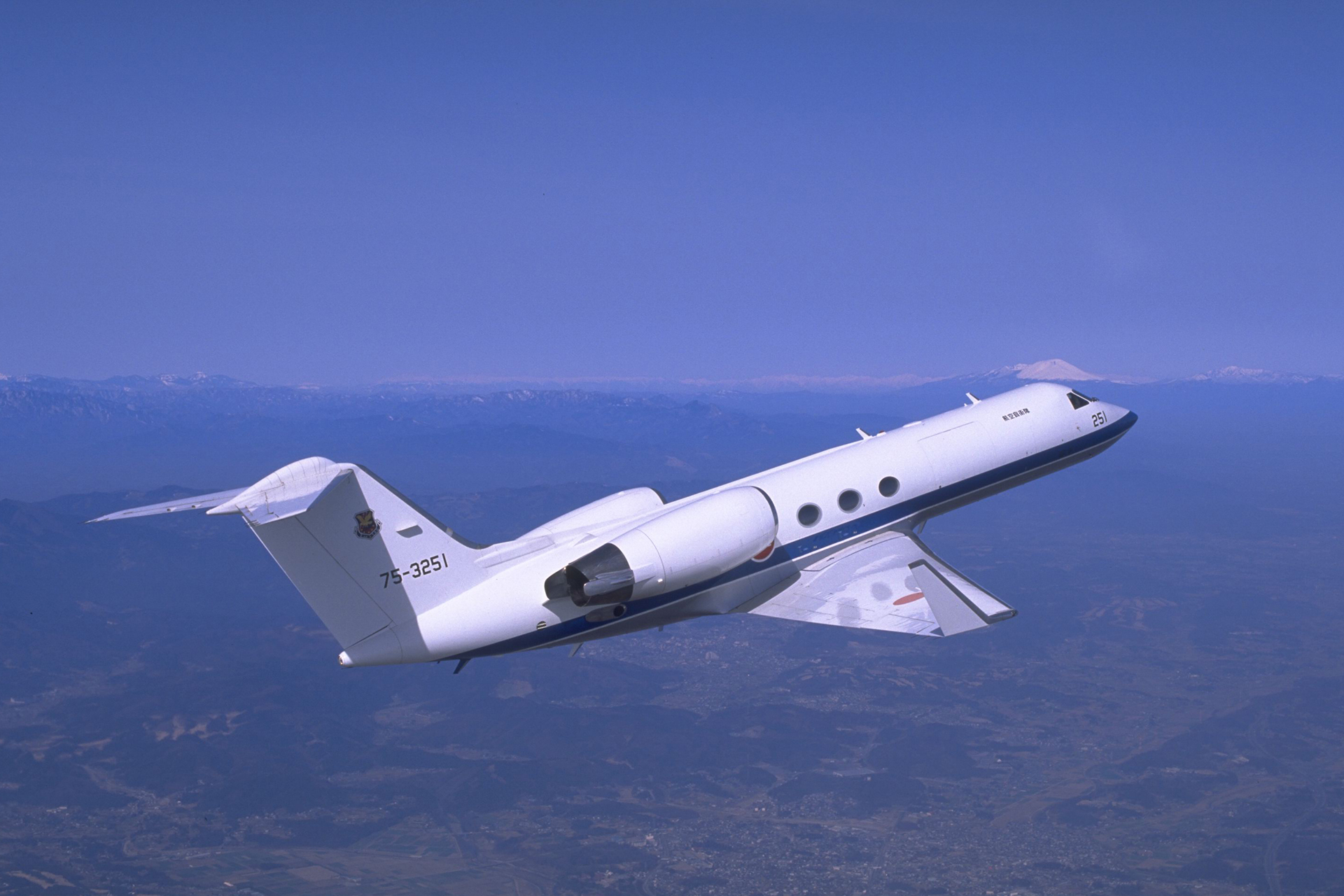
第402飛行隊で運用するU-4

- C-46D（1968年～1978年）
- YS-11P（1968年～2001年）
- C-1（1973年～2024年）
- U-4（1997年～）
- C-2（2021年～）

## 登場作品

### 映画
『日本沈没』（2006年版）
避難民輸送シーンに、第402飛行隊のC-1輸送機が登場。